# Лаокоонт (пьеса)
«Лаокоонт» (др.-греч. Λᾱοκόων) — трагедия древнегреческого драматурга Софокла (V век до н. э.) на тему мифов о Троянской войне. Её текст почти полностью утрачен.
Действие пьесы происходит на заключительном этапе Троянской войны. Её главный герой — троянский жрец Лаокоонт, который пытался отговорить сограждан от введения в город деревянного коня и был задушен морскими змеями, так как выступил против воли богов. Этот персонаж не упоминается ни в одном из уцелевших фрагментов текста. В одном отрывке говорится о радости троянцев в связи с уходом врага, в другом — об уходе из Трои Энея. Судя по этому фрагменту, Эней покинул Трою до её падения, а значит, Софокл в «Лаокоонте» и Вергилий в «Энеиде» работали с разными версиями мифа.